# Al-Qasim Kannun ben Ibrahim
Al-Qâsim kannun ben Ibrâhîm (arabe :القاسم كنون بن أبراهيم [al-qāsim kannun ben ibrāhīm]) succéda à Al-Hajjâm al-Hasan ben Muhammad ben al-Qâsim comme sultan idrisside en 938. Il est mort en 948.

## Source
- Charles-André Julien, Histoire de l'Afrique du Nord, des origines à 1830, édition originale 1931, réédition Payot, Paris, 1994
- Site Internet en arabe http://www.hukam.net/